# Olieslagerij D'Hollander
Olieslagerij D'Hollander was een olieslagerij in de Killestraat 4 (vroeger kaaiweg) te Moerzeke, gelegen langs de Schelde. De gebouwen staan op de inventaris onroerend erfgoed.

## Geschiedenis
Het fabrieksgebouw dateert uit 1838 en werd gebouwd in opdracht van olieslagers, de broers D’Hollander. Het gebouwd werd meermaals uitgebreid, onder andere in 1872 door Armand D’Hollande. In 1877 liet hij ook de stoommachine vervangen en in 1904 werd deze opnieuw vervangen door zijn opvolger Cesar D’Hollander. Dat vereiste opnieuw een uitbreiding van de gebouwen, en ook in 1912 en 1941 werden er onderdelen bijgebouwd. Vanaf 1950 werd het gebouw onder meer gebruikt als magazijn, montageruimte en handelsruimte. Het stond ook enkele jaren leeg, totdat de gronden in 2014 werden herbestemd als woonuitbreidingsgebied. Het gebouw werd in 2015 omgevormd tot woningen onder de naam Murceke Kastel.

## Gebouwen
Aan de Scheldezijde heeft men een aanlegkade. Het L-vormige gebouw is een bakstenen hoogbouw in twee bouwlagen onder snijdende zadeldaken (nu golfplaten). De voorste vleugel (1872-1877) bestaat uit zeven traveeën en de haaks geplaatste vleugel (1902) uit elf traveeën.  
Het gebouw bezit ook grote sierankers en rondbogige vensters met ijzeren roedeverdeling.  
Op het terrein bevinden zich verder een achterbouw, restanten van een ronde schoorsteen en sterk verbouwde fabrieksdelen.
Het interieur was niet noemenswaardig, al kan men in het oudste gedeelte nog troggewelven tussen ijzeren liggers op I-balken op ronde zuilen met ringkapiteel aantreffen.